# Longistylus
Longistylus is een spinnengeslacht in de taxonomische indeling van de bruine klapdeurspinnen (Nemesiidae).
Longistylus werd in 2005 beschreven door Indicatti & Lucas.

## Soort
Longistylus omvat de volgende soort:
- Longistylus ygapema Indicatti & Lucas, 2005